# Ingusze

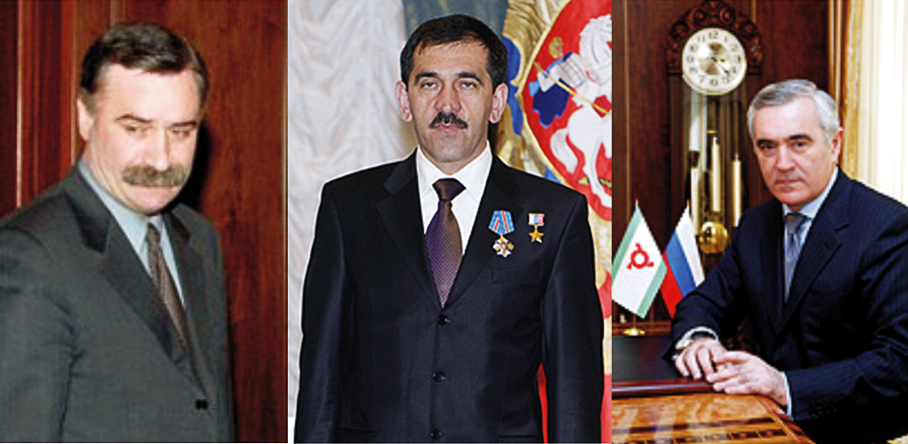
Rusłan Auszew, Junus-biek Jewkurow, Murat Ziazikow

Ingusze, nazwa własna: ГӀалгӀай (Ghalghaj, ing. ghal „twierdza”, ghai „mieszkańcy”) – lud zamieszkujący głównie Inguszetię oraz Osetię Północną w Federacji Rosyjskiej, ogółem ok. 300 tys. Posługują się językiem inguskim należącym do języków kaukaskich. Wyznają islam sunnicki. Zajmują się sadownictwem i uprawą zbóż (na nizinach) oraz pasterstwem (w górach). Są blisko spokrewnieni etnicznie i językowo z Czeczenami, wraz z którymi bywają określani jako Wajnachowie. Nazwa własna Inguszy – „Galgaj” ma starożytne pochodzenie. Według kronik średniowiecznych zamieszkiwali przedgórza Kaukazu, zepchnięci następnie w góry, od XVI w. ponownie schodzili w doliny; od XVII w. poddani wpływom rosyjskim, 1810 weszli w skład Rosji, wówczas część ich terytorium zajęły osady kozackie. Nie przyłączyli się do powstania Szamila, ale dobrowolnie poddali się pod zwierzchnictwo Rosji. Ingusze w roku 1944 padli ofiarą wywózek na Syberię i do Kazachstanu.

## Obyczaje
Do islamizacji Ingusze hołdowali wierzeniom pogańskim, w których najważniejszą rolę odgrywał kult bóstw związanych z przyrodą (Miacil, Diala, Sela, Tuszoli itd.). Począwszy od XII w. za sprawą gruzińskich misjonarzy do Inguszetii zaczęło przenikać chrześcijaństwo. Jego ślady można spotkać do dziś w górnej Inguszetii (np. ruiny kościołów Tchaba–Erdy, Albi–Erdy i Targim). Po najazdach mongolskich osłabły wpływy Gruzji na Kaukazie Północnym i większa część Inguszy powróciła do poprzednich wierzeń. Islam zaczął przenikać do Inguszetii w XVI w. (z Czeczenii i Dagestanu), jednak aż do końca XIX w. dla społeczności inguskich charakterystyczny był religijnym synkretyzmem (współistnienie elementów islamskich, pogańskich oraz chrześcijańskich). Aż do lat 1920. składano np. ofiary bóstwom pogańskim na szczycie świętej dla Inguszy Góry Stołowej. W przeciwieństwie do Czeczenów Ingusze nie wzięli udziału w wojnach z Rosją w XIX w., jednak ówczesne wydarzenia na Kaukazie spowodowały umocnienie się wśród nich islamu. Rola sufizmu w Inguszetii jest podobna do tej w Czeczenii. Jest on istotnym elementem tożsamości etnicznej. Ingusze mają własne wirdy (odgałęzienia bractw), głównie kadirijskie. Największymi z nich są wirdy założone w XIX wieku.

## Konflikty
W ostatnich dziesięcioleciach mają miejsce konflikty Inguszów z Czeczenami, a także z Osetyńcami. 18 kwietnia 2013 około 300 czeczeńskich policjantów wtargnęło do przygranicznej inguskiej wsi Arszty. Pretekstem były poszukiwania przywódcy kaukaskiego podziemia zbrojnego Dokku Umarowa, jednak według inguskich władz przybysze chcieli przeprowadzić w Arsztach mityng z żądaniem przyłączenia wsi do Czeczenii. Kadyrow metodami siłowymi wymusił na sąsiedniej Republice Inguszetii rozwiązanie konfliktu terytorialnego trwającego od upadku ZSRR. W wyniku umowy Inguszetia zrzekła się 10% swojego terytorium na rzecz rządzonej przez Kadyrowa Czeczenii. Wywołało to masowe protesty Inguszów, a w efekcie dymisję przywódcy Inguszetii. Z kolei w latach 90. toczyła się wojna osetyjsko-inguska, między innymi we wschodniej części rejonu prigorodnego, który należy do Osetii Północnej-Alanii. Historyczne korzenie tego konfliktu sięgają czasów Rosji Carskiej.